# Auditorium Yasuda
L'auditorium Yasuda (安田講堂, Yasuda kōdō) est un bâtiment situé sur le campus de Hongō de l'université de Tokyo. Construit à partir de 1921 et achevé en 1925, il est l'œuvre des architectes Yoshikazu Uchida, Hideto Kishida et est classé comme bien culturel tangible du Japon.

## Histoire
Une partie des bâtiments de l'université de Tokyo est touchée par le tremblement de terre de Kantō de 1923. À l'exception de deux ou trois bâtiments, le campus de Hongō est détruit. Il est reconstruit selon un plan établi par le professeur Yoshikazu Uchida, futur président de l'université. Les bâtiments, qui étaient jusqu'au tremblement de terre construits en briques selon divers styles architecturaux, sont reconstruits dans un style néogothique, commun à tous les bâtiments. L'auditorium Yasuda est achevé en 1925.
L'auditorium dont la construction est entamée en 1921 est inauguré en 1925, ; son financement est offert par l'homme d'affaires Yasuda Zenjirō.
En 1968, comme d'autres universités dans le pays la même année, l'université fait face à une agitation d'étudiants d'extrême gauche. Plusieurs des bâtiments de l'université, dont l'auditorium, sont occupés pendant presque un an, ce qui débouche sur l'annulation du concours d'entrée cette année-là. Quelque 600 étudiants sont arrêtés en janvier 1969 lorsque la police prend d'assaut l'auditorium Yasuda où étaient regroupés les derniers opposants. La cérémonie de remise des diplômes qui a l'habitude de s'y tenir annuellement est suspendue jusqu'en 1991.

## Sources
1. 1 2  (en) « UT: Its Origin and History », UT Forum, volume 1, janvier 2001, pp. 6-7, consulté sur www.u-tokyo.ac.jp le 4 juin 2010
2. ↑  (en) « Past, Present and Future: the World, Japan and the University of Tokyo », Tansei Volume no 2, mars 2002, p. 6, consulté sur www.u-tokyo.ac.jp le 4 juin 2010
3. ↑  (ja) 第2章　プロジェクト「安田講堂展示設計」, musée universitaire de l'université de Tokyo, consulté sur www.um.u-tokyo.ac.jp le 8 décembre 2013
4. ↑  (ja) 東京大学本郷キャンパスの歴史と建築, musée universitaire de l'université de Tokyo, consulté sur www.um.u-tokyo.ac.jp le 8 décembre 2013
5. ↑  Yasuda, Zenjiro(1838 - 1921), National Diet Library, 2013, consulté sur www.ndl.go.jp le 8 décembre 2013
6. ↑  « Universities: The Battle of Tokyo U. », Time, vendredi 31 janvier 1969, consulté sur www.time.com le 29 décembre 2009
7. ↑  (ja) 東京大学の歴史-現在の東京大学, consulté sur www.ut-life.net le 6 juin 2010